# 갓 오브 워 라그나로크
《갓 오브 워 라그나로크》는 산타 모니카 스튜디오가 개발하고 소니 인터랙티브 엔터테인먼트가 배급하는 액션 어드벤처 비디오 게임이다. 《갓 오브 워》 시리즈 아홉 번째 게임으로, 2018년 발매된 《갓 오브 워》의 후속작이다. 플레이스테이션 4 및 플레이스테이션 5 플랫폼으로 개발돼 2022년 11월 9일 전세계에 동시 출시됐다.
노르드 신화에 기반한 고대 스칸디나비아 지방이 무대로, 시리즈 주인공 크레토스와 그의 아들 아트레우스가 주연으로 등장한다. 《라그나로크》는 노르드 시대를 배경으로 한 시리즈의 대단원격 작품으로, 세계의 종말을 가져올 라그나로크와 전작에서 예고됐던 노르드 신화의 신들의 죽음이 주제이다.
2020년 9월 게임이 공식적으로 공개됐을 당시 많은 언론사와 게임 웹사이트들은 본작을 가장 기대하는 게임으로 선택했다. 본래 2021년 출시를 목표로 했으나 코로나19 범유행으로 인한 개발 진척과 크레토스의 성우 크리스토퍼 저지가 2019년 8월부터 겪은 건강문제로 발매가 연기됐다.

## 반응

### 비평
《갓 오브 워 라그나로크》는 리뷰 애그리게이터 웹사이트 메타크리틱에서 플레이스테이션 5판이 100점 만점에 94점을 기록해 "전폭적인 호평"을 받았다.

### 수상
2020년 골든 조이스틱 어워즈에서 본 작품이 '가장 기대되는 게임' 부문에서 수상을 받았다.

## 참조

### 내용주
1. ↑  영어: God of War Ragnarök